# Serraria (Paraíba)
Pour les articles homonymes, voir Serraria.
Serraria est une ville brésilienne de l'est de l'État de la Paraíba.
Sa population était estimée à 6 602 habitants en 2007. La municipalité s'étend sur 75 km2.